# Chaniers
Chaniers település Franciaországban, Charente-Maritime megyében. Lakosainak száma 3634 fő (2022. január 1.). Chaniers La Chapelle-des-Pots, Courcoury, Dompierre-sur-Charente, Fontcouverte, Les Gonds, Saint-Césaire, Saint-Sauvant, Saint-Sever-de-Saintonge és Saintes községekkel határos.

## Népesség
A település népességének változása:
| Lakosok száma | 2255 | 2960 | 3086 | 3293 | 3519 | 3567 | 3590 | 3587 | 3585 | 3634 |
|               | 1968 | 1982 | 1990 | 2006 | 2013 | 2015 | 2017 | 2019 | 2020 | 2022 |